# Chesio
Chesio (Ches in dialetto locale) è una frazione di montagna (circa 100 abitanti) del comune di Loreglia, Verbano-Cusio-Ossola.

## Geografia fisica
Il paese di Chesio è situato sul versante settentrionale della Valle Strona.

## Origini del nome
Il nome del paese, che avrebbe origini verso fine del medioevo, si fa risalire al tedesco kase - formaggio. Gli abitanti sono detti taplagn. Tale nome deriverebbe dal suono dell'originaria campanella situata presso l'antico oratorio.

## Monumenti e luoghi d'interesse
Da un punto di vista architettonico, Chesio si caratterizza per la presenza di alcuni edifici di interesse: "Casa Gianoli" ('500) e le "Ville dei Cane" (primi del '900), retaggio di un passato ricco e signorile. Di interesse, risulta anche la cinquecentesca chiesa, intitolata a San Rocco. Nella Casa Gianoli sono visibili gli affreschi coi ritratti dei membri della famiglia.
Da menzionare sono, anche, il "Tempio della Vittoria", un piccolo oratorio che sorge in località Cravetta, e le numerose opere che il maestro Mario Molteni ha qui realizzato negli anni, visibili percorrendo le vie del borgo.
Esso possiede due alpeggi principali: l'"Alpe Loccia" (in dialetto Locia – 1.107 m s.l.m.) e "Castelvaga" (in dialetto Castuaga). Il primo è raggiungibile in macchina, attraverso una ripida strada asfaltata, il secondo esclusivamente a piedi, percorrendo uno stretto sentiero.
La cima più importante che si può raggiungere da Chesio, passando per l'Alpe Loccia, è il Monte Massone (2.161 m s.l.m.). Dalla vetta di questa montagna sono visibili i laghi d'Orta, Maggiore, Mergozzo, Varese, Monate e la pianura padana.

Il 15 Agosto 2023 è stata inaugurata la "Scala dei Bambini". Quest'opera è stata voluta dalla Pro Chesio che ha coinvolto i ragazzi del paese nel dipingere gli scalini che formano parte della via più antica di Chesio con i colori che richiamano la bandiera della pace.

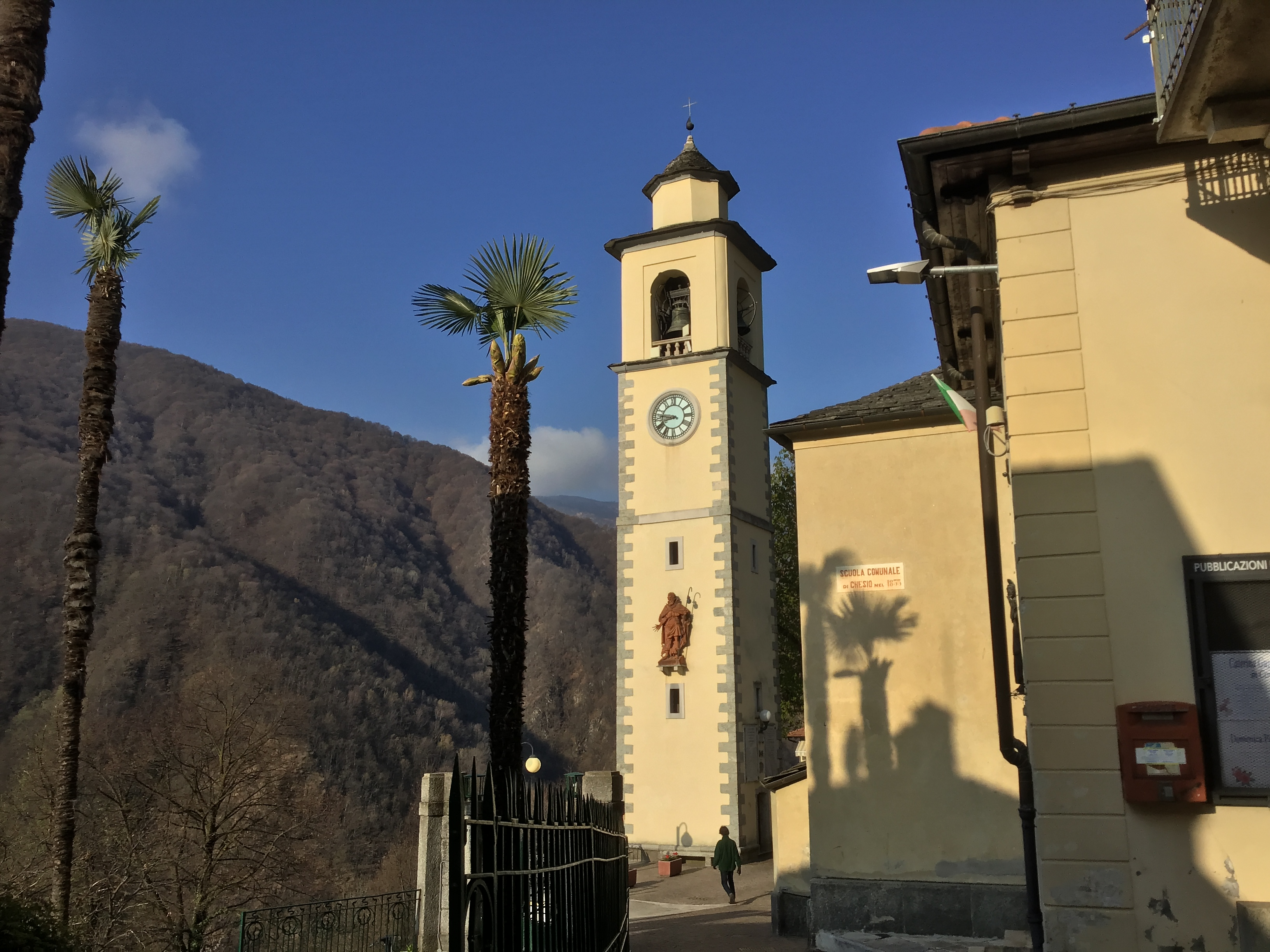
Il campanile della Chiesa Parrocchiale di San Rocco

## Economia
Un tempo sede di diverse attività artigianali, dal peltro alla lavorazione del legno, fino alla realizzazione di rasoi da barba ed organetti, Chesio si presenta come un paesino residenziale e di villeggiatura.